# Kanton Reims-6
Kanton Reims-6 (fr. Canton de Reims-6) je francouzský kanton v departementu Marne v regionu Grand Est. Tvoří ho část města Remeš.